# Hugo Eickhoff (Mediziner)
Hugo Eickhoff (* 7. Februar 1905 in Balve; † 18. April 1972 in Aachen) war ein deutscher Hals-Nasen-Ohrenarzt und Hochschullehrer.

## Leben und Wirken
Eickhoff war der Sohn des Ibbenbürener Bürgermeisters Carl Eickhoff und der Maria Immenkamp. Nach seinem Abitur am Realgymnasium in Menden studierte er zunächst einige Semester Volkswirtschaftslehre, bevor er an den Universitäten in München, Paris, Berlin und Münster das Fach Medizin erlernte. Er war seit 1924 Mitglied der katholischen Studentenverbindung KDStV Burgundia München und später noch der AV Zollern Münster. Im Jahr 1935 schloss er sein Studium an der Universität Münster mit dem Staatsexamen ab, erhielt ein Jahr später seine Approbation und promovierte im Jahr 1937. Anschließend durchlief Eickhoff bei Walther Uffenorde an der Poliklinik für Ohren-, Nasen- und Halskrankheiten der Universität Marburg seine Ausbildung zum Facharzt für Hals-Nasen-Ohrenheilkunde und kehrte danach wieder nach Münster zurück, wo er seine Zeit als Assistenzarzt absolvierte.
Noch während seiner Studentenzeit trat Eickhoff zum 1. Mai 1933 der NSDAP (Mitgliedsnummer 2.470.527), der SA und der NSV sowie 1937 dem NS-Ärztebund bei. Zu Beginn des Zweiten Weltkrieges wurde er als Truppenarzt bei einer Panzereinheit eingezogen und nach einer Verwundung im Jahr 1941 als leitender Arzt im Rang eines Stabsarztes der HNO-Abteilung im Reservelazarett Paderborn eingesetzt.
Nach dem Krieg kehrte er wieder an die Universität Münster zurück, wo er jedoch ein Jahr später am 11. März 1946 von der britischen Militärregierung aufgrund seiner Zugehörigkeiten zu den oben genannten NS-Organisationen seines Amtes als Oberarzt enthoben wurde. Im anschließenden Entnazifizierungsverfahren wurde Eickhoff entlastet, da er trotz seiner NS-Mitgliedschaften stets eine kritische Persönlichkeit gewesen und von seinen Kommilitonen und Kollegen wegen seiner furchtlosen Äußerungen und Taten bewundert worden sei. Im Verhör hatte Eickhoff zudem ausgesagt, an der Bildung einer eigenen Widerstandsgruppe beteiligt gewesen zu sein, die später zum Kreis der Attentäter des 20. Juli 1944 in Kontakt gestanden haben soll und die noch kurz vor Kriegsende Aktionen im Reservelazarett geplant habe, zu denen es offensichtlich jedoch nie gekommen war.
Nach diesem Verfahren habilitierte sich Eickhoff im Jahr 1949 bei Helmut Loebell an der Universität Münster. Erst 1955 folgte Eickhoff einem Ruf an die Städtischen Krankenanstalten Aachen, wo er als Nachfolger von Adolf Greifenstein als Chefarzt der HNO-Klinik übernommen und 1966, nach der Eingliederung der Städtischen Krankenanstalten Aachen in das neue Universitätsklinikum Aachen, zum Universitätsprofessor ernannt wurde. Darüber hinaus initiierte er die Förderung von Selbsthilfegruppen für Kehlkopflose und gründete mit seinen Mitarbeitern ein Zentrum für Hörbehinderte, aus dem im Jahr 1974 in Aachen der Zusammenschluss zum Bundesverband der Kehlkopfoperierten entstand.
Eickhoff war bis zu seinem plötzlichen Tod im Jahr 1972 an der HNO-Klinik tätig. Sein Nachfolger war nach kurzer kommissarischer Leitung durch Peter Plath ab 1973 der Wiesbadener HNO-Arzt Georg Schlöndorff.
Seit 1960 war Eickhoff Mitglied im Club Aachener Casino.

## Schriften (Auswahl)
- Die Röntgendiagnose raumbeengender Vorgänge des Schädelinneren. Dissertation, Bottrop i.W., Münster 1937
- Der Schleimhautlupus. Genese, Behandlung und Statistik, Barth, Leipzig 1951